# Cattleya trianae
Cattleya trianae là một loài thực vật có hoa trong họ Lan. Loài này được Linden & Rchb.f. mô tả khoa học đầu tiên năm 1860.

## Hình ảnh

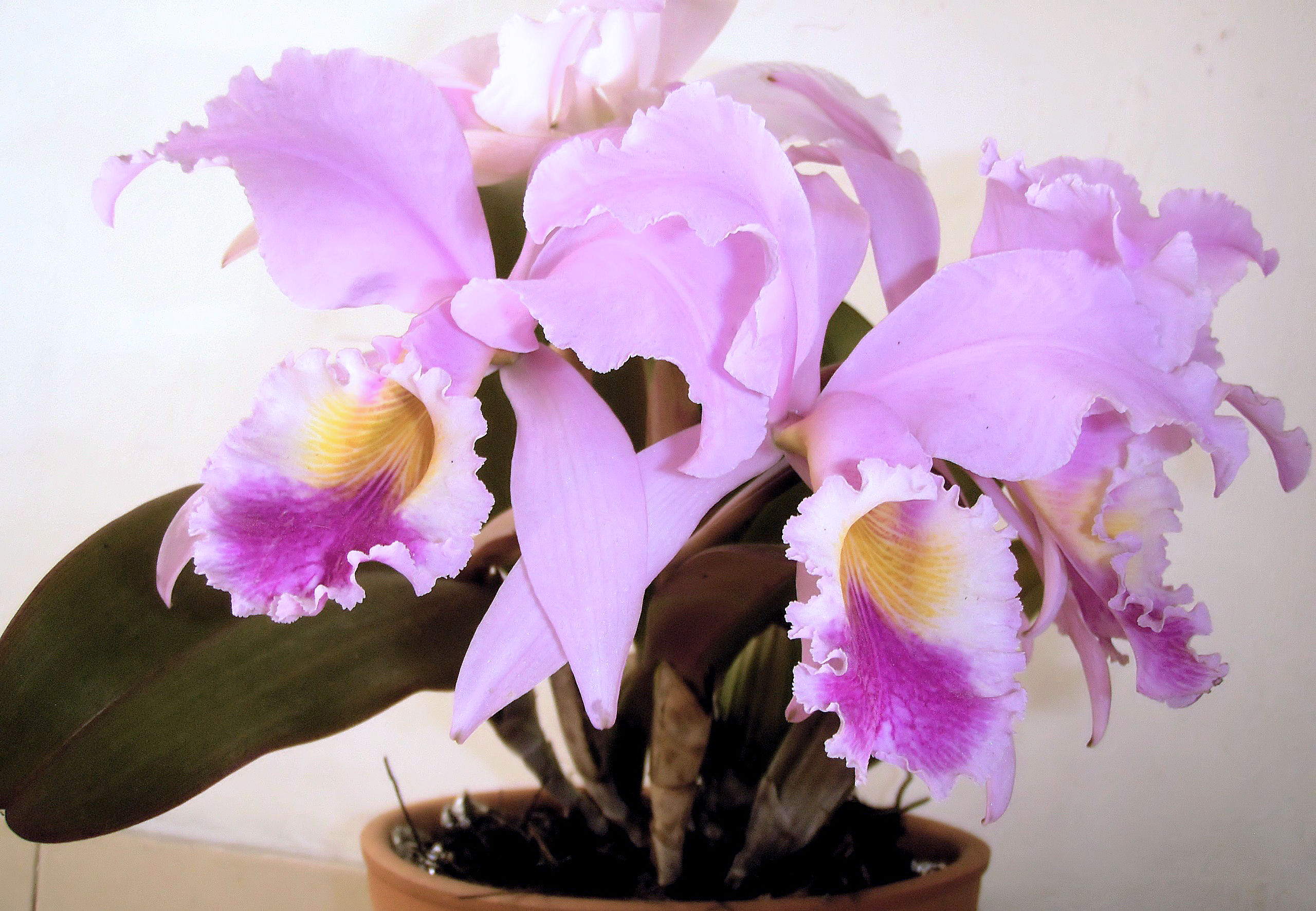
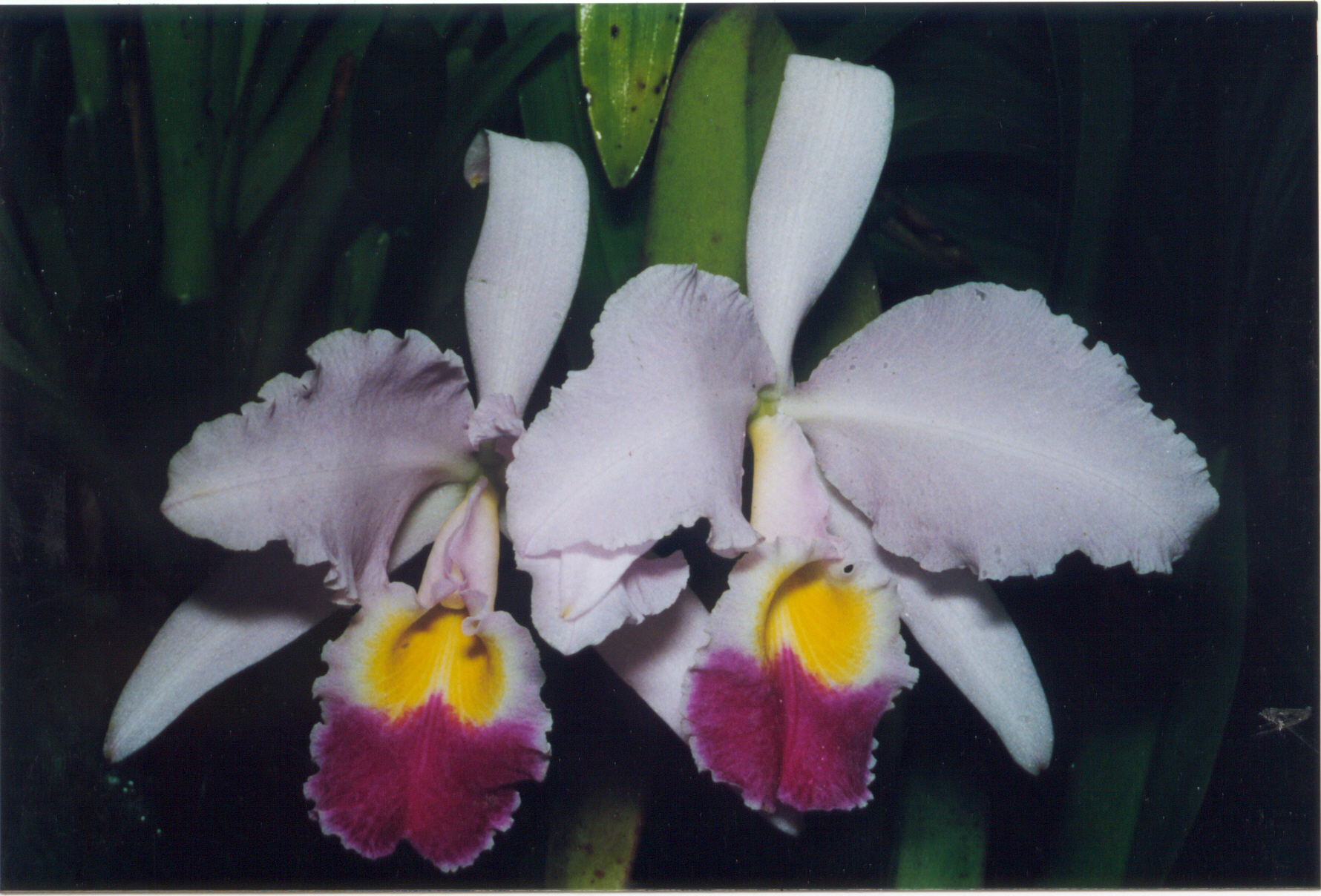
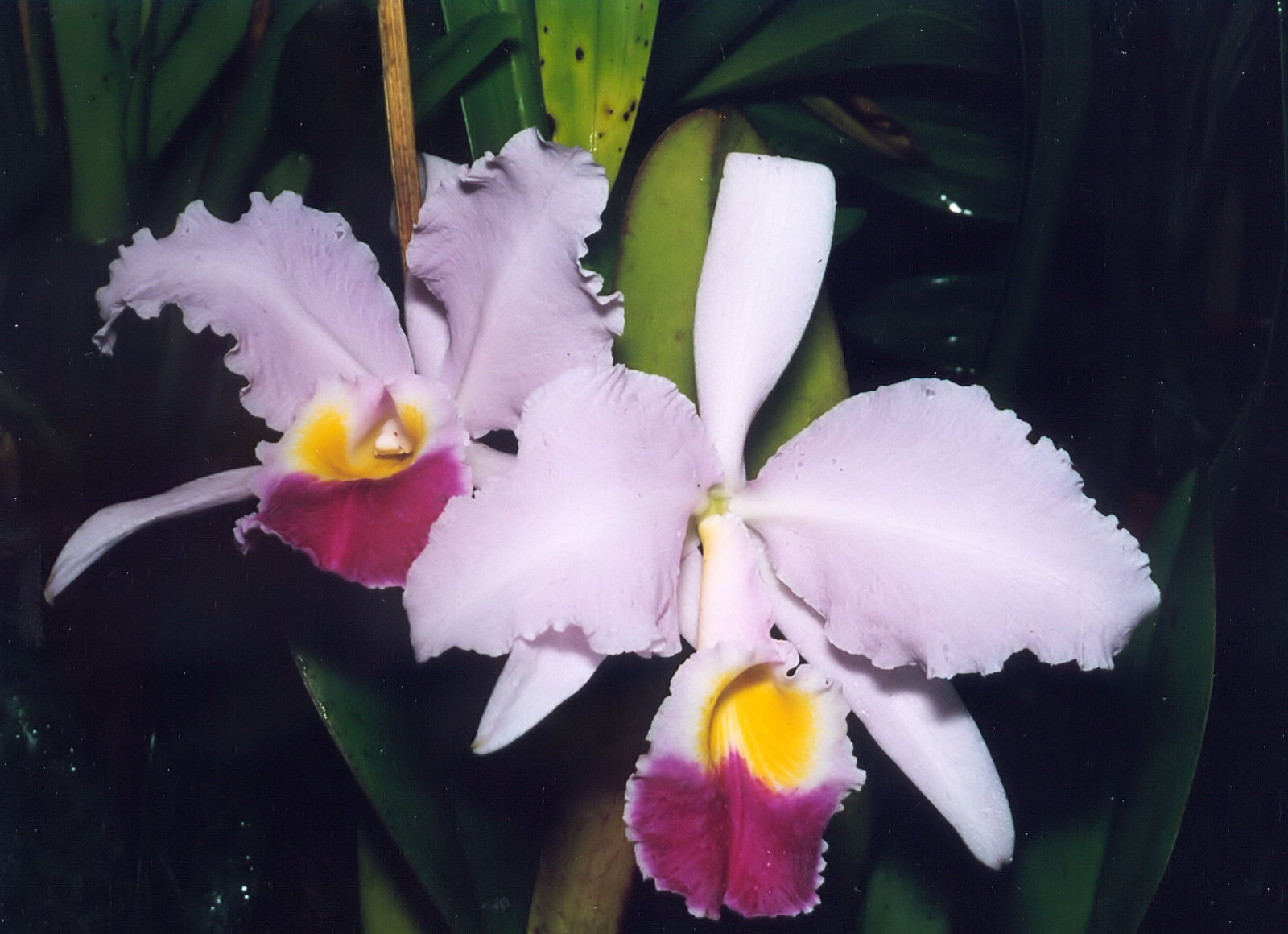
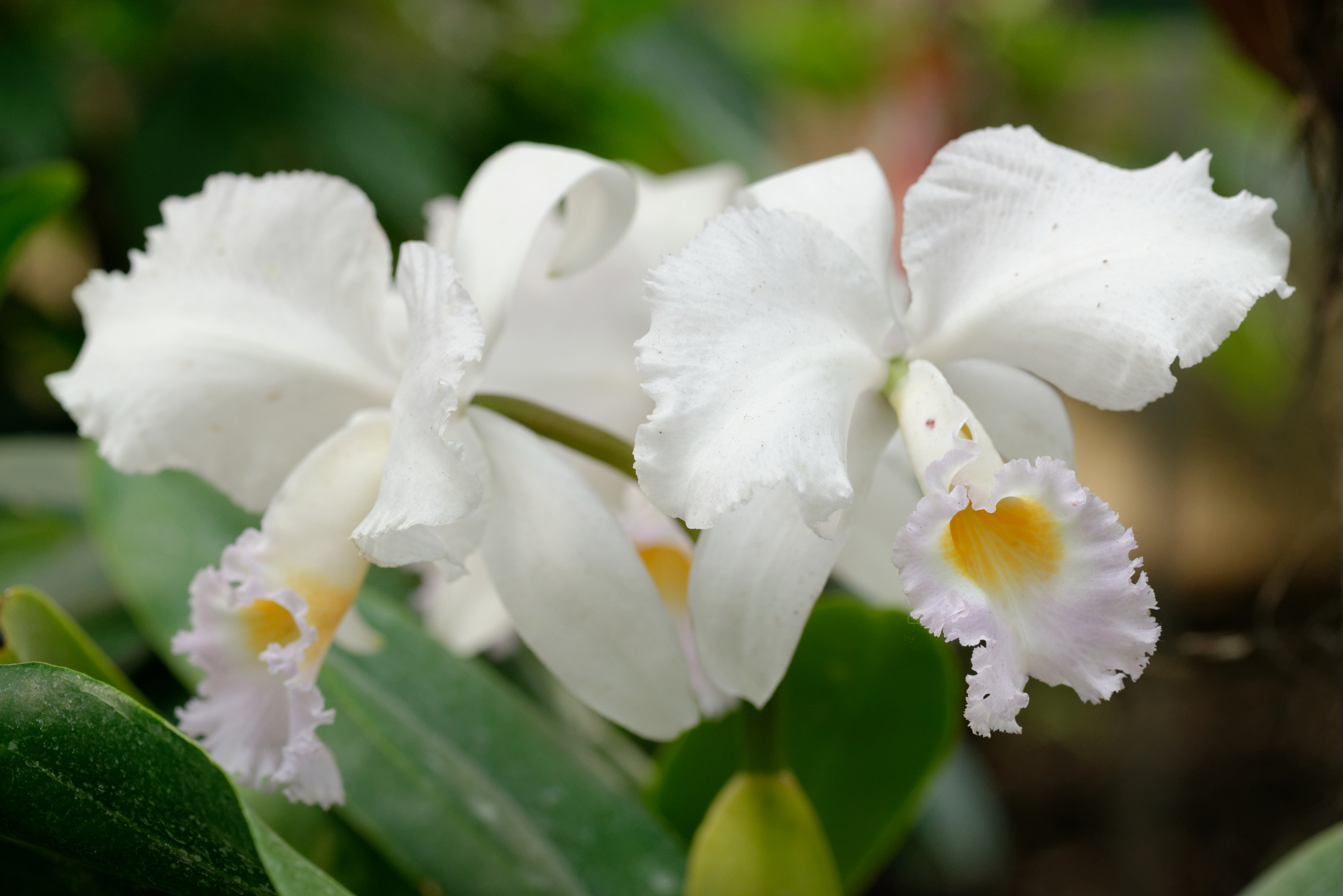